# Stellaria postii
Stellaria postii är en nejlikväxtart som först beskrevs av Jens Holmboe, och fick sitt nu gällande namn av B. Slavík, V. Jarolímová och J. Chrtek. Stellaria postii ingår i släktet stjärnblommor, och familjen nejlikväxter. Inga underarter finns listade i Catalogue of Life.